# بابل (إيران)

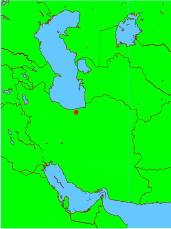
موقع مدينة بابل الإيرانية

بابل هي مدينة إيرانية تقع في محافظة مازندران شمال شرق طهران قرب بحر قزوين، يقدر عدد سكان المدينة بحوالي 283 ألف نسمة حسب إحصاءات عام 2006م. تعتمد المدينة في اقتصادها على تجارة المواد الغذائية والصناعات النسيجية. يعود تاريخ إنشاءها إلى القرن السادس عشر ميلادي حيث كانت تعرف باسم بارفروشده أو بارفروش.

## المناخ
يظهر الجدول التالي التغييرات المناخية على مدار السنة لبابل:
| البيانات المناخية لـبابل               | البيانات المناخية لـبابل | البيانات المناخية لـبابل | البيانات المناخية لـبابل | البيانات المناخية لـبابل | البيانات المناخية لـبابل | البيانات المناخية لـبابل | البيانات المناخية لـبابل | البيانات المناخية لـبابل | البيانات المناخية لـبابل | البيانات المناخية لـبابل | البيانات المناخية لـبابل | البيانات المناخية لـبابل | البيانات المناخية لـبابل |
| الشهر                                  | يناير                    | فبراير                   | مارس                     | أبريل                    | مايو                     | يونيو                    | يوليو                    | أغسطس                    | سبتمبر                   | أكتوبر                   | نوفمبر                   | ديسمبر                   | المعدل السنوي            |
| -------------------------------------- | ------------------------ | ------------------------ | ------------------------ | ------------------------ | ------------------------ | ------------------------ | ------------------------ | ------------------------ | ------------------------ | ------------------------ | ------------------------ | ------------------------ | ------------------------ |
| متوسط درجة الحرارة الكبرى °م (°ف)      | 12.9 (55.2)              | 12.7 (54.9)              | 13.3 (55.9)              | 16.9 (62.4)              | 24.3 (75.7)              | 28.8 (83.8)              | 29.5 (85.1)              | 30.4 (86.7)              | 26.8 (80.2)              | 23.5 (74.3)              | 19 (66)                  | 15.4 (59.7)              | 21.1 (70.0)              |
| المتوسط اليومي °م (°ف)                 | 8.6 (47.5)               | 8.5 (47.3)               | 9.4 (48.9)               | 13.1 (55.6)              | 20.2 (68.4)              | 23.5 (74.3)              | 25.4 (77.7)              | 26 (79)                  | 22.4 (72.3)              | 18.9 (66.0)              | 14.1 (57.4)              | 10.5 (50.9)              | 16.7 (62.1)              |
| متوسط درجة الحرارة الصغرى °م (°ف)      | 4.4 (39.9)               | 4.4 (39.9)               | 5.5 (41.9)               | 9.3 (48.7)               | 16.1 (61.0)              | 18.2 (64.8)              | 21.3 (70.3)              | 21.7 (71.1)              | 18.1 (64.6)              | 14.4 (57.9)              | 9.2 (48.6)               | 5.7 (42.3)               | 12.4 (54.3)              |
| الهطول مم (إنش)                        | 86 (3.4)                 | 69 (2.7)                 | 72 (2.8)                 | 53 (2.1)                 | 25 (1.0)                 | 25 (1.0)                 | 27 (1.1)                 | 34 (1.3)                 | 79 (3.1)                 | 96 (3.8)                 | 99 (3.9)                 | 110 (4.3)                | 775 (30.5)               |
| المصدر: Climate-Data.org, altitude: 0m |                          |                          |                          |                          |                          |                          |                          |                          |                          |                          |                          |                          |                          |

## أعلام
- أفشين
- توحيدي الطبري
- مرتضى بورعليغنجي
- محمد علي البارفروشي
- مزيار بجاني